# Шаболтасовка
Шаболтасовка (укр. Шаболтасівка) — село в Сосницком районе Черниговской области Украины. Население 588 человек. Занимает площадь 2,56 км².
Код КОАТУУ: 7424988501. Почтовый индекс: 16111. Телефонный код: +380 4655.

## Власть
Орган местного самоуправления — Шаболтасовский сельский совет. Почтовый адрес: 16111, Черниговская обл., Сосницкий р-н, с. Шаболтасовка, ул. Довженко, 56а. Тел.: +380 (4655) 2-62-25; факс: 2-62-25.